# Baco (Panama)
Pour les articles homonymes, voir Baco.
Baco est un corregimiento situé dans le district d'Alanje, province de Chiriquí, au Panama. En 2010, la localité comptait 7 334 habitants.